# リン酸二アンモニウム
リン酸二アンモニウム（Diammonium phosphate）は、アンモニアがリン酸と反応する際に生じうる一連の可溶性リン酸アンモニウム塩の1つである。
リン酸二アンモニウムの固体は自発的にアンモニアを解離する。Pをアンモニア解離圧、Tを絶対温度 (K) とすると、353Kから385Kの範囲において解離圧は以下の式で表される。
| {\displaystyle {\ce {(NH4)2HPO4(s)\ \equiv \ NH3(g)\ +NH4H2PO4(s)}}} | {\displaystyle {\rm {logP_{mmHg}=12.040-{\frac {4211}{T}}}}} |

100℃におけるリン酸二アンモニウムの解離圧は、約5mmHgである。

## 利用
リン酸二アンモニウムは肥料として用いられる。肥料として用いると一時的に土壌のpHを上昇させるが、アンモニウムが硝化されるに従って結果的には酸性になる。高pH環境ではアンモニウムイオンがアンモニアに変化しやすくなるため、塩基性土壌には向かない。溶液の平均pHは7.5から8である。典型的な組成は、18-46-0(18% N, 46% P2O5, 0% K2O)である。
難燃剤としても用いられる。素材の燃焼温度を下げて重量喪失速度の最大値を低下させ、燃焼残渣、チャーの生産を増加させる。このように、熱分解の温度を下げ、チャーの生産を増やして利用可能な燃料の量を減らし、防火帯を形成することは、森林火災の対策として重要な効果である。いくつかの市販消防製品には最大の成分として含まれる。
ワイン製造や蜂蜜酒の醸造における酵母の栄養源としても用いられる。またニコチンの強化剤としていくつかのブランドのタバコにも添加剤として含まれると言われている。その他、砂糖の精製、スズ、銅、亜鉛、真鍮等の融剤、羊毛へのアルカリ溶解コロイド色素の沈殿の制御のため等にも用いられている。